# Акалат танзанійський
Акала́т танзанійський (Sheppardia lowei) — вид горобцеподібних птахів родини мухоловкових (Muscicapidae). Ендемік Танзанії.

## Поширення і екологія
Танзанійські акалати мешкають в горах Укагуру і Удзунгва та в горах Південного нагір'я на південному сході Танзанії. Вони живуть в підліску вологих гірських тропічних лісів. Зустрічаються на висоті від 1350 до 2450 м над рівнем моря.

## Збереження
МСОП класифікує цей вид як вразливий. За оцінками дослідників, популяція танзанійських акалатів становить від 6 до 15 тисяч дорослих птахів. Їм загрожує знищення природного середовища.